# Brunšvicko-Bevernští

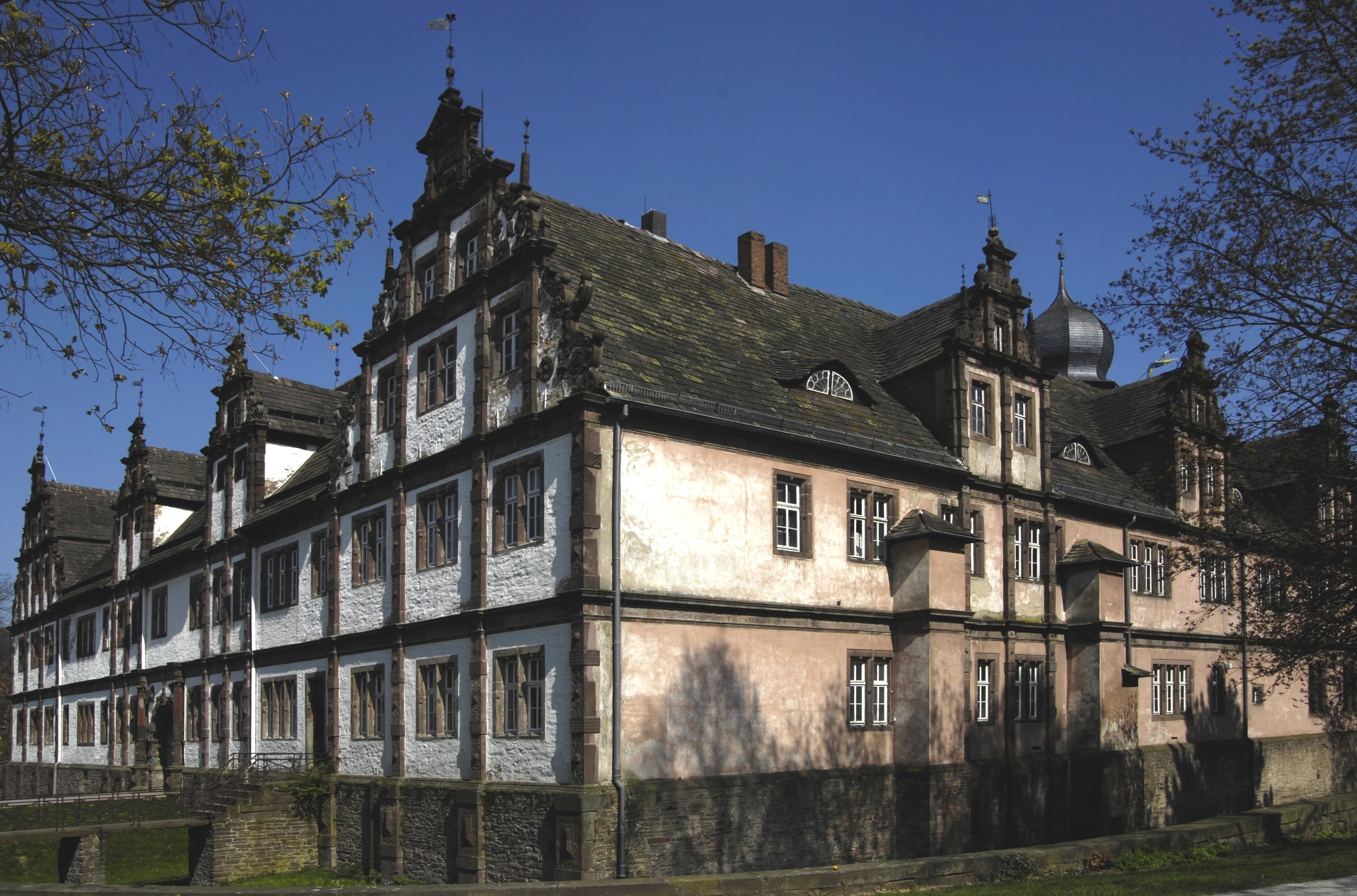
Zámek Bevern

Brunšvicko-Bevernští byli sekundogeniturou mladšího rodu Brunšviků, který byl sám linií rodu Welfů.
Prvním členem rodu byl Ferdinand Albert I. Brunšvicko-Lüneburský (1636–1687), čtvrtý syn vévody Augusta Mladšího, vládnoucího knížete z Brunšviku-Wolfenbüttelu. Po smrti svého otce v roce 1666 a dlouhém sporu se svými staršími bratry dostal Ferdinand Albert I. jako součást svého dědictví palác Bevern poblíž Holzmindenu. Na druhou stranu se musel vzdát všech práv a nároků na vládu ve welfském Brunšvicko-wolfenbüttelském knížectví.
I tak se linie Bevernů dostala v Brunšvicko-wolfenbüttelském knížectví k moci, když hlavní linie mladšího rodu Brunšviků v roce 1735 po smrti vévody Ludvíka Rudolfa vymřela. Na trůn nastoupil Ferdinand Albert II., čtvrtý syn Ferdinanda Alberta I., který se v roce 1687 stal po svém otci vládcem v Bevernu. V té době předal Brunšvik-Bevern svému mladšímu bratrovi Ernestu Ferdinandovi (1682–1746), který se tak stal hlavou linie mladších Brunšviků-Bevernů. Jeho synové August Vilém a Frederik Karel Ferdinand drželi sekundogenituru až do roku 1809. Hlavní linie Brunšvicko-Wolfenbüttelských zanikla se smrtí vévody Viléma v roce 1884.

## Brunšvicko-bevernští vévodové
- 1666–1687: Ferdinand Albert I.
  - 1687–1735: Ferdinand Albert II.
  - 1735–1746: Ernest Ferdinand
    - 1746–1781: August Vilém
    - 1781–1809: Frederik Karel Ferdinand